# Чистая (река, впадает в Балтийское море)
Чистая — малая река на территории России, протекает по Самбийскому полуострову, на территории Зеленоградского района Калининградской области и города Пионерский. Длина реки — 7,5 километров. Площадь водосборного бассейна — 14,5 км².

## Общие сведения
Река Чистая берет свое начало южнее деревни Ольшанки. Течёт в северном направлении по окраине небольшого лесного массива, затем через село Аральское. Устье реки находится в городе Пионерском (рядом с гаванью Пионерская). В низовьях реки — городской парк. Уклон реки — 6,2 м/км. Русло реки извилистое, течение — медленное. Среднегодовой расход воды в устье — 0,08 м³/км. Имеет пойму шириной до 20-80 метров.
Питание реки — снеговое и дождевое, на весенние месяцы приходится 30 % стока. 8 % водосбора реки занимают леса, ещё 1 % — болота. Ледостав неежегодный, происходит 20-25 декабря; лёд сходит к 15-20 марта. Толщина льда достигает 20-25 см.
Склоны реки нередко крутые (уклоны более 20 градусов) и изрезаны многочисленными оврагами длиной до 100 – 300 м, глубина их 1 – 3 м, редко до 5,0 м.
Вдоль русла реки по высокому правому берегу сформировалось широколиственное насаждение из липы, дуба, клена, ясеня. Насаждение имеет искусственное происхождение. Их возраст варьирует от 40 до 100 лет. В настоящее время часть этого насаждения используется под городской парк.
Река является местом нереста лососевых рыб.
В низовьях реки находится местная достопримечательность — «Камень Лжи».